# Cornelia Eichner
Cornelia Eichner (* 16. April 1972 in Zwickau) ist eine deutsche Schriftstellerin.

## Details
Eichner studierte Erziehungswissenschaft, Literatur, Philosophie und Journalistik in Hagen, Zwickau und Mittweida. Ihr schriftstellerisches Wirken wurde geprägt durch die innerdeutsche Wende, aber auch durch Reisen nach Frankreich, Südspanien, Dänemark und Osteuropa. Schwerpunkt ihrer Arbeiten in den Bereichen Lyrik, Prosa und Sachbuch sind emotionale und zwischenmenschliche Themen. Mit ihrem Kinderbuch Der Sammler initiierte sie medienpädagogische Projekte unter dem Aspekt des Umgangs mit der Fremde, mit fremden Menschen, bezugnehmend auf das durch Christa Wolf benannte Sündenbock-Syndrom.
Eichner ist Mitinitiatorin der Zwickauer Literaturtage.
Eichner war als Landessprecherin des Deutschen Frauenrings und im Sächsischen Frauenforum frauenpolitisch aktiv und setzte sich für die Rehabilitation von Opfern sexueller Gewalt ein. Sie hat zwei Kinder und wohnt in Dresden.

## Politisches
2006 ist Eichner in die PDS eingetreten und wurde nach der Vereinigung mit der WASG im Jahr 2007 Mitglied der Partei Die Linke. Am 14. Dezember 2013 wurde sie auf dem Stadtparteitag der Linken Dresden als Beisitzerin in den Stadtvorstand gewählt. Eichner kandidierte erfolgreich für den Wahlkreis 12 Listenplatz 2 bei der Kommunalwahl 2014. Für ihre Partei zog sie in den Dresdner Stadtrat ein und gehörte ihm bis 2019 an. Sie war dort Mitglied im Bildungsausschuss, Gesundheits-Ausschuss und Kulturausschuss. Im Mai 2021 trat sie aus der Partei aus.

## Auszeichnungen
- 1993: Dritte Preisträgerin des Zwickauer Literaturwettbewerbes
- 1999: Literaturstipendium der Denkmalschmiede Höfgen
- 2000: Dritte Preisträgerin des Literaturwettbewerb der Sächsischen Landeszentrale für politische Bildung
- 2000: Sonder-Preisträgerin SalzOnline – Sachsens Dörfer – alles online oder was vom Sächsischen Städte- und Gemeindetag e.V. und dem Projekt Salz für die Website www.musikforum-sachsen.de

## Werke
- Der Sammler. Eine Kindergeschichte. Geest, Ahlhorn 2000, ISBN 3-934852-39-4.
- ... und flechte mir Tränen ins Haar. Geest, Ahlhorn 2001, ISBN 3-934852-11-4.
- Mein Elefant Lupos und ich. Geest, Ahlhorn 2001, ISBN 3-934852-65-3.
- Nachthaut. Erzählungen und Gedichte. Geest, Ahlhorn 2002, ISBN 3-936389-05-5.
- Wenn Mama früh zur Arbeit geht. Wie Frauen Familie und Beruf unter einen Hut bekommen. Knaur, München 2003, ISBN 3-426-66832-7.
- Studi-Kompass Psychologie und Pädagogik. Stark, Freising 2011, ISBN 978-3-86668-585-7.
- Solange die Katze wartet, ist die Maus noch nicht tot. Geest, Ahlhorn 2018, ISBN 978-3-86685-684-4.
- Comics und Graphic Novels verstehen und gestalten. Comics im Literaturunterricht – eine Einführung und Übersicht, Königs Materialien. C. Bange Verlag, 2022, ISBN 978-3-8044-3900-9 (E-Book).
- Literaturcomics verstehen und gestalten. Rafik Schami, Markus Köninger: Eine Hand voller Sterne, Königs Materialien. C. Bange Verlag, 2022, ISBN 978-3-8044-3901-6 (E-Book).
- Comics und Graphic Novels verstehen und gestalten. Nino Paula Bulling / Anne König: Bruchlinien – Drei Episoden zum NSU, Königs Materialien. C. Bange Verlag, 2022, ISBN 978-3-8044-3902-3 (E-Book).
- Mangas verstehen und gestalten. Anike Hage: Eislicht, Königs Materialien. C. Bange Verlag, 2022, ISBN 978-3-8044-3903-0 (E-Book).

### Herausgabe
- Tränen. Eine Anthologie. Geest, Großenkneten 2000, ISBN 3-934852-42-4.
- mit Inés Jaccobie: Angsthasen. Eine Anthologie von und für mutige Menschen. Geest, Ahlhorn 2001, ISBN 3-934852-70-X.
- mit Alfred Büngen, Gunnar Evang und Holger Evang-Lorenz: Rette sich, wer kann? Der kleine Alltag des Widerstands in Gedichten, Geschichten und Berichten. Geest, Vechta 2021, ISBN 978-3-86685-790-2